# Északi pocok
Az északi pocok (Microtus oeconomus) az emlősök (Mammalia) osztályának rágcsálók (Rodentia) rendjébe, ezen belül a hörcsögfélék (Cricetidae) családjába tartozó faj.

## Előfordulása
Észak-Amerika északi részén, Európában elszórtan, valamint Ázsia északi területein honos. Magyarországon jégkori maradványfaj, és fokozottan védett. Elsősorban a Dunántúlon, de bizonyítottan a Duna-Tisza közén is előfordul.

## Alfajai
Az északi pocok alfajai a következők:
- Microtus oeconomus amakensis - Alaszka, USA
- Microtus oeconomus arenicola - Hollandia
- Microtus oeconomus elymocetes - Alaszka, USA
- Microtus oeconomus finmarchicus - Norvégia
- Microtus oeconomus innuitus - Alaszka, USA
- Microtus oeconomus medius - Norvégia
- Microtus oeconomus mehelyi - Ausztria, Magyarország és Szlovákia
- Microtus oeconomus oeconomus
- Microtus oeconomus popofensis  - Alaszka, USA
- Microtus oeconomus punakensis - Alaszka, USA
- Microtus oeconomus sitkensis - Alaszka, USA
- Microtus oeconomus unalascensis - Alaszka, USA

## Megjelenése

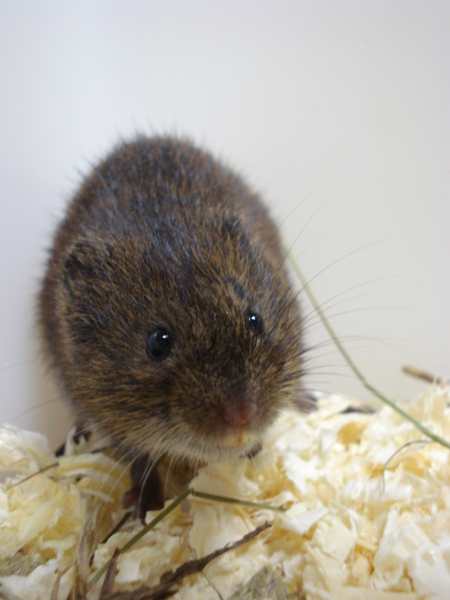
Az északi pocok

Az állat nagyon hasonlít a csalitjáró pocokra (Microtus agrestis), biztosan megkülönböztetni csak a fogazat alapján lehet. Az északi pocok hossza 15,2 - 22,5 centiméter, súlya 25-80 gramm.

## Életmódja
Az északi pocok az erősen nedves területeket, mocsarakat, sárréteket és lápokat kedveli.